# Трентон (Мен)
Трентон (англ. Trenton) — місто (англ. town) в США, в окрузі Генкок штату Мен. Населення — 1584 особи (2020).

## Демографія
Згідно з переписом 2010 року, у місті мешкала 1481 особа в 663 домогосподарствах у складі 409 родин. Було 1021 помешкання
Расовий склад населення:
| - 95,3 % — білих - 1,6 % — корінних американців - 0,4 % — чорних або афроамериканців - 0,4 % — азіатів |

До двох чи більше рас належало 2,1 %. Частка іспаномовних становила 1,5 % від усіх жителів.
За віковим діапазоном населення розподілялося таким чином: 17,4 % — особи молодші 18 років, 67,5 % — особи у віці 18—64 років, 15,1 % — особи у віці 65 років та старші. Медіана віку мешканця становила 45,8 року. На 100 осіб жіночої статі у місті припадало 102,3 чоловіків;  на 100 жінок у віці від 18 років та старших — 102,8 чоловіків також старших 18 років.
Середній дохід на одне домашнє господарство  становив 77 500 доларів США (медіана — 55 781), а середній дохід на одну сім'ю — 92 927 доларів (медіана — 60 819). Медіана доходів становила 46 838 доларів для чоловіків та 33 106 доларів для жінок. За межею бідності перебувало 9,9 % осіб, у тому числі 14,5 % дітей у віці до 18 років та 3,2 % осіб у віці 65 років та старших.
Цивільне працевлаштоване населення становило 991 особа. Основні галузі зайнятості: роздрібна торгівля — 15,8 %, науковці, спеціалісти, менеджери — 15,5 %, мистецтво, розваги та відпочинок — 15,1 %.